# Камінь Мазаріні
«Ка́мінь Мазарі́ні» (англ. «The Adventure of the Mazarin Stone») — твір із серії «Архів Шерлока Холмса» шотландського письменника Артура Конана Дойла. Уперше опубліковано у Strand Magazine у 1921 році.
Одне з двох оповідань про Шерлока Холмса, мова в якій ведеться від третьої особи, друге — «Його останній уклін».
Твір був адаптований до п'єси «Діамантова корона» (англ. «The Crown Diamond»), в якій Вотсон майже не з'являвся. Адаптація пояснює те, що дії відбуваються в одній кімнаті. У п'єсі замість графа Негрето Сільвіуса присутній полковник Себастьян Моран з «Порожнього будинку».

## Сюжет

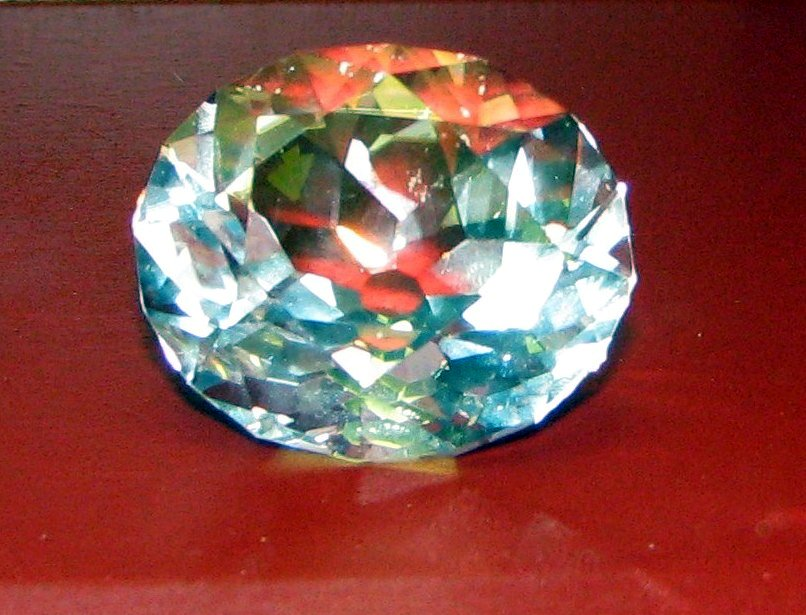
Копія Кохінура, т. з. «Каменя Мазаріні»

Вотсон приїжджає до Холмса, але той спить у своїй кімнаті о сьомій годині вечора. Помічник Біллі пояснює, що детектив розслідує крадіжку корони з діамантами вартістю близько 100 000 фунтів стерлінгів. До нього приходили високоповажні особи: прем'єр-міністр, міністр внутрішніх справ.
Вотсон помічає у кімнаті сидячу воскову фігуру — копію друга. Незабаром сам Холмс виходить зі спальні й пояснює, що ця фігура призначена для того, щоб відвернути увагу шахраїв (як і в «Порожньому будинку»). Він також пропонує доктору записати ім'я та адресу вбивці — граф Негрето Сільвіус, Мурсайд Гарденс 136.
Через декілька хвилин Біллі говорить, що прийшов ніхто інший як Негрето Сільвіус зі своїм спільником, графом Семом Мертоном, якого видно з вікна. Холмс дає Вотсону записку та виводить його через чорний хід, наказавши повернуть з поліцією.
Коли полковник Сільвіус з графом заходять до Холмса, спочатку бачать фігуру з воску, але виходить Холмс і говорить, що це опудало. Сільвіус питає, чому по всьому місту за ним ходять агенти Холмса, той пояснює, що спочатку то був він сам, бо хоче знати, де камінь Мазаріні. Злочинці не зізнаються. Детектив погрожує їм двадцятьма роками в'язниці та пропонує їм сказати, де камінь. А сам виходить з кімнати і йде грати на скрипці.
Залишившись наодинці Сільвіус говорить спільнику, що він не такий дурний, щоб залишати камінь де-небудь, тому він завжди носить його з собою в потаємній кишені. Вони не звертають уваги на короткий тихий приглушений звук. Він дістає його, для того, щоб краще його розглянути вони підходять до вікна, де сидить манекен. Раптом фігура обертається і вириває камінь, наставивши на них револьвер. Це звичайно ж Холмс, який забрав один з пістолетів у злочинців декілька хвилин назад. Мертон не розуміє, чому скрипка й досі грає, детектив пояснює, що це патефон. Також стає зрозуміло, що приглушений звук був, коли Холмс зняв манекен і сам сів замість нього.
У цей час приходить Вотсон з поліцією, яка арештовує Сільвіуса та Мертона. До Холмса приходить один з високопосадовців і визнає, що помилявся, сумніваючись в здібностях Шерлока Холмса.

## Галерея
Художник — Альфред Ґілберт.

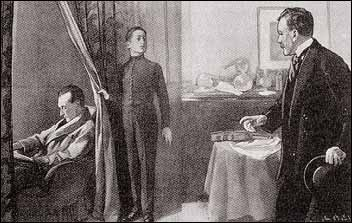
Біллі відсовує штору і показує Вотсону воскову фігуру Холмса
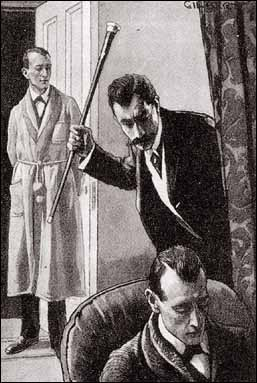
Сільвіус Негрето намагається вдарити ціпком воскову фігуру Холмса, у той час як справжній Шерлок Холмс за цим спостерігає